# Múa rối
Múa rối là một hình thức sân khấu hay trình diễn liên quan đến việc theo tác với các con rối. Đây là một nghệ thuật cổ xưa, và được xem có nguồn gốc từ 3000 năm trước Công Nguyên. Múa rối có nhiều dạng khác nhau nhưng tất cả đều có điểm chung là điều khiển các vật thể rối vô tri vô giác. Múa rối có mặt trong hầu hết xã hội loài người như là dạng giải trí, trình diễn và trong lễ nghi hay dịp ăn mừng như các lễ hội carnival.